# Moritz Leopold Petri

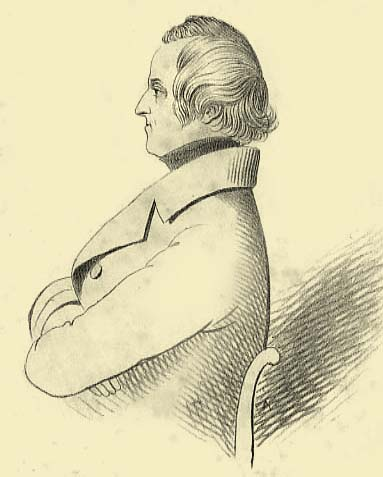
Moritz Leopold Petri (um 1850),
Bleistiftzeichnung von Julius Geißler

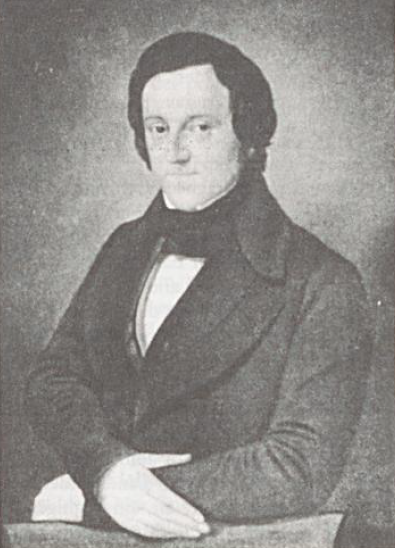
Moritz Leopold Petri (um 1870)

Moritz Leopold Petri (* 2. Juni 1802 in Lage; † 28. Juli 1873 in Detmold) war Schriftsteller, Richter, Politiker und Stadtverordnetenvorsitzender in Detmold.

## Leben und Werk
Moritz Leopold Petri wurde 1802 als ältester Sohn des Justizbeamten und späterem lippischen Regierungschef Friedrich Simon Leopold Petri in Lage geboren. Mit der Förderung durch Christian Ferdinand Falkmann konnte er das Leopoldinum in Detmold besuchen. Von 1820 bis 1824 studierte er Rechtswissenschaften in Göttingen, Jena und Leipzig. Als Student unternahm er ausgedehnte Wanderungen in vielen Teilen Deutschlands. Während seines Studiums wurde er 1820 Mitglied der Alten Göttinger Burschenschaft. Nach Abschluss seines Jurastudiums wurde er im Jahr 1824 zum Gerichtsreferendar (Auditor) des Fürstlichen Hofgerichts in Detmold ernannt. Er ließ sich für ein halbes Jahr beurlauben, um eine Bildungsreise durch Europa zu unternehmen, die ihn über Brüssel, Frankreich, Oberitalien, Wien, Prag, Dresden zurück nach Detmold führte. Weitere Reisen nach Holland und England folgten 1830 bzw. 1834. Von 1825 bis 1831 war er Syndikus in Lage und zugleich ab 1828 Assessor am Hofgericht in Detmold. Im September 1833 wurde er zum Justizkanzleirat befördert und im Jahr 1845 zum Geheimen Justizkanzleirat ernannt. Ab 1838 war er Deputierter des Dritten Standes im Lippischen Landtag und ab 1844 Abgeordneter des Amtes Varenholz. Im Landtag war er später Ausschussdeputierter des zweiten Standes (der Ausschuss war die dreiköpfige Vertretung des Landtags außerhalb der Landtagssessionen).
Seit 1835 gab er gemeinsam mit dem Pharmazeuten Rudolph Brandes und dem Direktor des Lemgoer Gymnasiums Heinrich Schierenberg die beim Verlag Meyer in Lemgo erscheinende Wochenzeitschrift Lippisches Magazin für vaterländische Cultur und Gemeinwohl heraus und war von 1835 bis 1848 deren Schriftleiter. In diesem Blatt veröffentlichte er Aufsätze und Berichte über die Heimatgeschichte, Feldzüge des lippischen Bataillons, wissenschaftliche und religiöse Themen, von ihm gesammelte plattdeutsche Sprichwörter und vieles andere mehr. Petri war ein Freund des Detmolder Dramatikers Christian Dietrich Grabbe. Er war Gründungsmitglied des noch heute existierenden Detmolder Vereins Ressource von 1825 und beeinflusste die Entwicklung der bürgerlichen Gesellschaft in der Stadt. 1848 spielte er eine führende Rolle bei der Märzrevolution in Lippe. In dieser Zeit war er außerordentliches Mitglied der Landesregierung und entwarf am 9. März 1848 eine Proklamation des Fürsten Leopold II. an die lippische Bevölkerung. Danach vertrat er das Fürstentum in Frankfurt am Main. Er war dort zunächst Vertrauensmann im Siebzehnerausschuss, dann Bundestagsgesandter und danach Bevollmächtigter bei der Provisorischen Zentralgewalt (zeitweise vertrat er dort auch Waldeck). 1850 wurde er  Abgeordneter im Erfurter Unionsparlament und nach dem Tod des Vaters im gleichen Jahr reguläres Mitglied der lippischen Regierung. 1868 wurde er Geheimer Oberregierungsrat.
Petri zählte auch zu den Förderern des als nationales Monument geplanten Hermannsdenkmals. Petri starb am 28. Juli 1873 in Detmold im Alter von 71 Jahren. Eine Straße in Detmold wurde nach ihm benannt.
Sein Sohn war der Detmolder Bürgermeister Theodor Petri.